# Élection présidentielle libérienne de 1851
L'élection présidentielle libérienne de 1851 est la troisième élection présidentielle du Liberia. Elle se déroule en mai 1851 et se conclut par la victoire du président sortant Joseph Jenkins Roberts.

## Résultat
Au pouvoir depuis 1847, Joseph Jenkins Roberts, est réélu pour un troisième mandat.